# Diopatra claparedii
Diopatra claparedii är en ringmaskart som beskrevs av Grube 1878. Diopatra claparedii ingår i släktet Diopatra och familjen Onuphidae. Inga underarter finns listade i Catalogue of Life.